# Banarjhula
Banarjhula (en népalais : बनरझुला) est un comité de développement villageois du Népal situé dans le district de Saptari. Au recensement de 2011, il comptait 4 424 habitants.